# Honda 4-Takt Bromfietsen Vereniging Nederland
De Honda 4-Takt Bromfietsen Vereniging Nederland (ook wel Honda Vereniging Nederland, HVN) is een Nederlandse vereniging opgericht op 4 oktober 1987 te Zeist.

## Geschiedenis
Vanaf de jaren zestig werden Honda-brommers met een halfautomatische koppeling veel gebruikt door postbodes; brommers met versnellingen werden met name gebruikt door forensen. Vanaf begin jaren tachtig raakten de brommers in trek onder Utrechtse studenten. Begin jaren tachtig werd vanuit de snelgroeiende Honda-viertakt-gemeenschap toerritten georganiseerd. In januari 1980 was deze eerste jaarlijkse 'Hondadag' een feit. Op het Domplein verzamelden zich 82 Honda viertaktrijders.
De Hondadag groeide elk jaar meer. De ritten liepen toen vaak uit de hand. In 1987 stelde de Utrechtse politie professionele begeleiding en samenwerking met de politie verplicht. Om dat mogelijk te maken, werd in 1987 de Honda 4-Takt Bromfietsen Vereniging Nederland opgericht; in 1988 werd de eerste officiële Hondadag gehouden in Zeist.
In 2011 waren er 28.939 Hondabrommers geregistreerd in Nederland.